# Neuhof (Fellen)
Neuhof ist ein Gemeindeteil der Gemeinde Fellen im unterfränkischen Landkreis Main-Spessart in Bayern.

## Geographie
Der Weiler liegt umgeben von Wäldern am Fuße der Hermannskoppe (567 m) auf 380 m ü. NHN auf der Gemarkung von Rengersbrunn.

## Geschichte
Neuhof entstand als neuer Hof, nachdem der Ort Haselbrunn (heute wüst) im Dreißigjährigen Krieg entvölkert und danach nicht mehr besiedelt wurde.
Im Jahre 1862 wurde das Bezirksamt Gemünden am Main gebildet, auf dessen Verwaltungsgebiet Neuhof lag. 1872 wurde das Bezirksamt Gemünden ins Bezirksamt Lohr am Main eingegliedert. Erst 1902 wurde das Bezirksamt Gemünden wieder neu gebildet. 1939 wurde wie überall im Deutschen Reich die Bezeichnung Landkreis eingeführt. Neuhof gehörte nun zum Landkreis Gemünden am Main (Kfz-Kennzeichen GEM). Mit Auflösung des Landkreises Gemünden im Jahre 1972 kam Neuhof in den neu gebildeten Landkreis Main-Spessart (Kfz-Kennzeichen MSP).